# Privathospitalet Kollund
Privathospitalet Kollund er et danskejet privathospital i Kollund. Privathospitalet åbnede i 2003 og har i dag klinikker i Esbjerg, Fredericia og Horsens. Privathospitalet Kollund har bl.a. specialerne rygkirurgi, ortopædkirurgi, organkirurgi, plastikkirurgi, kardiologi, dermatologi og specialiserer sig desuden ved at have en 1,5T MR scanner.

## Eksterne kilder og henvisninger
- Om hospitalet  på deres websted

|  | Denne artikel om en bygning eller et bygningsværk kan blive bedre, hvis der indsættes et (bedre) billede. Du kan hjælpe ved at afsøge Wikimedia Commons for et passende billede eller lægge et op på Wikimedia Commons med en af de tilladte licenser og indsætte det i artiklen. |

54°50′25.06″N 9°27′16.18″Ø / 54.8402944°N 9.4544944°Ø